# 清須邦義
清須 邦義（きよす くによし）は、日本のシンガーソングライター、音楽プロデューサー、ギタリスト。神奈川県川崎市出身。横浜市青葉区在住。

## 来歴・人物
高校卒業を機に当時人気があったグループ・サウンズのジャッキー吉川とブルー・コメッツのローディーとなり、メンバーだったギタリストの三原綱木にギターを師事してデビューを目指す。半年後に、のちに麻生レミになった麻生京子が率いる麻生京子とブルー・ファイアにギタリストとして参加して、18歳でバンド・デビューを果たした。
1967年2月に若子内悦郎、のちに芹澤廣明と名乗った河内広明らとザ・バロンを結成して、尾藤イサオの新しいバックバンドとして活動し、主にR&Bなどを演奏した。1969年2月に尾藤から独立したザ・バロンは、NHKが翌年から総合テレビジョンで放送を予定していた新しい音楽番組『ステージ101』のオーディションに合格して、番組の出演グループとなるヤング101に加入した。清須はザ・バロンのメンバーである若子内、河内、宗台春男と共に、同番組に1970年1月10日の放送開始から2年半出演した後、1972年4月にヤング101から卒業してニューヨークに1年ほど滞在して勉学。清須の卒業によってザ・バロンは解散した。
帰国後、マイク眞木とラングラーズに参加。スタジオ・ミュージシャン、ソングライターとして活動を開始。
1977年、キャニオン・レコード所属の絵夢のアルバムに楽曲を提供。そのアルバムヒットを機に、清須もシンガーソングライターとして同年アルバム『きのう風の中に…』で同社からソロ・デビュー。1980年までに3枚のアルバムを発売。
同時期、松山千春の楽曲の編曲家兼ギタリスト、ツアーのバックバンド、アルバム10作品のディレクターを兼務。松山千春の「窓」「時のいたずら」は清須のギター・編曲。
ニッポン放送「オールナイトニッポン」の水曜2部・1979年10月〜1980年3月／金曜2部・1980年4月〜6月のラジオパーソナリティを務める。
1980年3月、松山千春、加川良らと共にNEWSレコードを設立。自身の活動の他、NEWSレコードから発売された阿呆鳥のアルバムのディレクターも務める。
1985年、NEWSレコード事業解散と同時に起業。FM番組の制作を始め他分野での活動を開始。フリーライブを開催、アーティストの発掘活動を行う。
2013年、休止していた音楽活動を再開。33年ぶりのアルバム『Rivives』をリリース。
「清須邦義ギターワークショップ」を主宰。次世代のシンガーソングライターを育成。
近年、音楽イベントや新人アーティストのディレクションを手掛ける。マルチアーティストとしてグラフィックデザイナー・映像エディター・ライター等などの分野に進出、Web制作や映像の編集を開始。総合メディアのアーティストを目指している。手掛けた番組としてTBSのトーク番組Webテレビ『橋幸夫の地球楽団」（5年にて終了）』。その他、Abema TVの番組なども手掛ける。

## ディスコグラフィ

### オリジナル・アルバム
1. 1977年「きのう風の中に…」キャニオン・レコード
2. 1979年「雨を抱きしめて」キャニオン・レコード
3. 1980年「優しき回り道」NEWSレコード
4. 2013年「Revives」インディーズ[2]
5. 2015年（三部作）「冬のガラン」BoGaレコーズ[2]
6. 2015年（三部作）「青空に生まれ 黄昏に育ち」[2]
7. 2015年（三部作）「月のかたむく夜に」BoGaレコーズ[2]
8. 2022年「風の果実」

### シングル
1. 1979年「僕の知らぬ間に」キャニオン・レコード
2. 1980年「それだけの秋」NEWSレコード
3. 1981年「愛だけでは」NEWSレコード

### ディレクション
- 阿呆鳥
  - 『阿呆鳥I 〜ドラマチック』
  - 『阿呆鳥II 〜壁にかけた地図』
  - 『阿呆鳥III 〜通りすぎた街』
  - 『阿呆鳥IV 〜パブリックレストラン』
- 松山千春
  - 『こんな夜は』
  - 『歩き続ける時』
  - 『空を飛ぶ鳥のように 野を駈ける風のように』
  - 『浪漫』
  - 『木枯しに抱かれて』
- 森川由加里
  - 『REFASHION』

他

## 受賞
- オリジナルコンフィデンス
  - アルバム総売上ディレクター賞：ランキング一位
  - ベストアレンジャー賞：「季節の中で」ランキング一位[2]